# Union sportive suisse de Paris
 (octobre 2023).
Si vous disposez d'ouvrages ou d'articles de référence ou si vous connaissez des sites web de qualité traitant du thème abordé ici, merci de compléter l'article en donnant les références utiles à sa vérifiabilité et en les liant à la section « Notes et références ».
Maillots
L'Union sportive suisse, abrégé en US suisse, est un club de football français fondé en 1910 et situé à Paris.

## Historique
Lassés par l'attitude de l'USFSA, récemment exclue de la FIFA, quatre clubs dont l'US Suisse fondent la LFA en 1910. Les Suisses s'y comportent bien sans jamais pourtant remporter le titre. 
Quart de finaliste de la Coupe de France en 1921 et 1927, 8e de finaliste en 1918, 1925 et 1926, 16e de finaliste en 1922, 1923, 1924 et 1928, et 32e de finaliste en 1919, 1929, 1931 et 1932, l'US Suisse est l'un des plus prestigieux clubs parisiens de l'entre-deux-guerres, tenant la Juventus en échec (0-0) en 1923. 
La triple confrontation (2-2, 3-3, 5-3) face à Sète en 8e de finale de la Coupe de France 1926, défavorable aux Suisses, est suivie par une foule enthousiaste. Depuis son installation à la Porte Dorée, l'US Suisse enregistre en effet d'excellentes affluences. Pourtant, dès 1930, une nette décrue est constatée. 
Malgré ces signes avant-coureurs d'un futur délicat pour le football professionnel à Paris, l'US Suisse du président Carlos Miedermann devient professionnelle en 1933. L'aventure tourne court. L'US Suisse jette en effet l'éponge en cours de saison 1933-34, après seize défaites, deux nuls et une victoire… L'US Suisse abandonne les rangs professionnels au lendemain d'une rencontre face à Rouen, qui rassemble quelque 3 000 spectateurs. 
L'échec pro pèse très lourdement sur la pérennité du club qui réussit tout de même à poursuivre ses activités, jusqu'à nos jours, au niveau régional francilien, engagé dans le Championnat du dimanche matin de la Ligue d'Île-de-France.
Le club a fêté son centenaire en organisant les 2 et 3 octobre 2010 un tournoi remporté par son équipe première et un match disputé contre le Variétés Club de France.

## Couleurs
Le club jouait en 1917 avec un maillot rayé rouge et blanc.
Le club est désormais doté par l'Association suisse de football en équipement aux couleurs nationales.

## Bilan (partiel) saison par saison (en gras, les années de titre)
- Saison 1961/1962 : 1er (champion) du championnat du dimanche matin de division d'honneur (CDM/DH, niveau élite régionale) de la Ligue d'Île-de-France.

- Saison 1974/1975 : 1er (champion) du championnat du dimanche matin de promotion d'honneur (CDM/PH, 3e niveau régional) de la Ligue d'Île-de-France et accession au championnat du dimanche matin de promotion d'honneur régionale (2e niveau régional).

- Saison 1980/1981 : 1er (champion) du championnat du dimanche matin de promotion d'honneur régionale (CDM/PHR, 2e niveau régional) de la Ligue d'Île-de-France et accession au championnat du dimanche matin de division d'honneur (niveau élite régionale).

- Saison 1984/1985 : relégation en championnat du dimanche matin de promotion d'honneur (CDM/PH, 3e niveau régional) de la Ligue d'Île-de-France.

- Saison 1988/1989 : relégation en championnat du dimanche matin de 1re division de district (niveau élite départementale).

- Saison 1989/1990 : accession au championnat du dimanche matin de promotion de 1re division de district (niveau élite départementale, à la suite d'une réorganisation du district).

- Saison 1998/1999 : accession au championnat du dimanche matin d'excellence de district (niveau élite départementale, à la suite d'une réorganisation du district).

- Saison 2002/2003 : 1er (champion) du championnat du dimanche matin d'excellence de district (CDM/EXC, niveau élite départementale) et accession au championnat du dimanche matin de promotion d'honneur (3e niveau régional, à la suite d'une réorganisation de la Ligue d'Île-de-France).

- Saison 2007/2008 : 3e du championnat du dimanche matin de promotion d'honneur (CDM/PH, 3e niveau régional, groupe B, 12 équipes) de la Ligue d'Île-de-France.

- Saison 2008/2009 : 3e du championnat du dimanche matin de promotion d'honneur (CDM/PH, 3e niveau régional, groupe D, 12 équipes) de la Ligue d'Île-de-France.

- Saison 2009/2010 : 4e du championnat du dimanche matin de promotion d'honneur (CDM/PH, 3e niveau régional, groupe B, 12 équipes) de la Ligue d'Île-de-France.

- Saison 2010/2011 : 3e du championnat du dimanche matin de promotion d'honneur (CDM/PH, 3e niveau régional, groupe D, 12 équipes) de la Ligue d'Île-de-France et vainqueur de la Coupe CDM du district des Hauts-de-Seine (victoire 3-0) contre l'AS Paris Ouest, par ailleurs champion d'Île-de-France CDM, le 19 juin 2011.

- Saison 2011/2012 : 1er (champion) du championnat du dimanche matin de promotion d'honneur (CDM/PH, 3e niveau régional, groupe A, 12 équipes) de la Ligue d'Île-de-France et accession au championnat du dimanche matin de division d'honneur régionale (2e niveau régional), finaliste du Trophée de Salis (coupe CDM de la Ligue d'Île-de-France) et vainqueur, pour la 2e fois consécutive, de la Coupe CDM du district des Hauts-de-Seine (victoire, après un match nul 1-1 à l'issue du temps réglementaire et de la prolongation, dans la séance des tirs au but sur la marque de 3 tirs au but à 1) contre l'Inter de Paris, engagé en élite régionale CDM, le 17 juin 2012.

- Saison 2012/2013 : 1er (champion) du championnat du dimanche matin de division d'honneur régionale (CDM/DHR, 2e niveau régional, groupe A, 12 équipes) de la Ligue d'Île-de-France et accession au championnat du dimanche matin de division d'honneur (niveau élite régionale) et vainqueur, pour la 1re fois depuis sa création en 1953, du Trophée de Salis (coupe CDM de la Ligue d'Île-de-France) (victoire 3-0) contre l'AS Montigny-le-Bretonneux, engagée dans le même groupe de championnat, le 9 juin 2013.

- Saison 2013/2014 : 3e du championnat du dimanche matin de division d'honneur (CDM/DH, niveau élite régionale, 12 équipes) de la Ligue d'Île-de-France  et vainqueur, pour la 2e fois consécutive, du Trophée de Salis (coupe CDM de la Ligue d'Île-de-France) (victoire, après un match nul 2-2 à l'issue du temps réglementaire, par 3-2 après prolongation) contre l'Espérance Paris XIXe, par ailleurs championne de son groupe de promotion d’honneur, le 15 juin 2014. Équipe réserve : 2e du championnat du dimanche matin de 2e division (CDM/2e div., 3e niveau départemental) du District des Hauts-de-Seine et accession au championnat du dimanche matin de 1re division (2e niveau départemental).

- Saison 2014/2015 : 7e du championnat du dimanche matin de division d'honneur (CDM/DH, niveau élite régionale, 12 équipes) de la Ligue d'Île-de-France et demi-finaliste de la Coupe CDM du district des Hauts-de-Seine.

- Saison 2015/2016 : 10e du championnat du dimanche matin de division d'honneur (CDM/DH, niveau élite régionale, 12 équipes) de la Ligue d'Île-de-France et quart-de-finaliste de la Coupe CDM du district des Hauts-de-Seine.

- Saison 2016/2017 : 7e du championnat du dimanche matin de division d'honneur (CDM/DH, niveau élite régionale, 12 équipes) de la Ligue d'Île-de-France.

- Saison 2017/2018 : 9e du championnat du dimanche matin de division régionale 1 (CDM/R1, niveau élite régionale, 12 équipes) de la Ligue d'Île-de-France et quart-de-finaliste de la Coupe CDM du district des Hauts-de-Seine.

- Saison 2018/2019 : 5e du championnat du dimanche matin de division régionale 1 (CDM/R1, niveau élite régionale, 12 équipes) de la Ligue d'Île-de-France.

- Saison 2019/2020 : engagé en championnat du dimanche matin de division régionale 1 (CDM/R1, niveau élite régionale, 12 équipes) de la Ligue d'Île-de-France.